# Толкачов Ілля Зіновійович
Ілля Зіновійович Толкачо́в (6 серпня 1944, Київ — 30 вересня 2007, Київ) — український художник; член «Об'єднання молодих художників та мистецтвознавців при Спілці художників СРСР» з 1976 року, Спілки радянських художників України з 1982 року та творчого об'єднання Київських художників-монументалістів «Погляд» з 1990 року. Син художника Зіновія Толкачова, брат художниці Анелі Толкачової, чоловік художниці Наталії Болдирєвої, батько художниці Олени Толкачової.

## З біографії
Народився 6 серпня 1944 року в місті Києві (нині Україна). У 1962 році закінчив Київську художню середню школу імені Тараса Шевченка, у 1971 році — Київський державний художній інститут, де навчався у Тетяни Яблонської, Іллі Штільмана, Володимира Костецького, Василя Забашти.
Мешкав у Києві в будинку на провулку Бастіонному № 9, квартира 62. Помер у Києві 30 вересня 2007 року.

## Творчість
Працював в галузях монументального і станкового живопису, станкової графіки. Серед робіт:
- живописні триптихи «Сестри», «Рожава», «Прип'ять», «Бражинка» (всі 1989), «Матері» (1989)[1];
- живописна серія «Спогади про інститут» (1995);
- графічні серії «Музика», «Чорна кава», «Лікарня»[2].

монументальні роботи
- розписи
  - на комбінаті харчування київського заводу імені Артема в Києві (1981);
  - енкавстика «Арістотель, Песталоцці, Оуен, Ушинський, Шевченко» у Педагогічному музеї України (1989)[5];
  - в Ізмаїльському історико-краєзнавчому музеї Придунав'я (1993);
- мозаїки
  - «Міф» на фасаді Палацу культури «Дружба» у Чернігові (1982)[5];
  - флорентійська мозаїка «Пошта» у будинку Лівобережного поштамту у Києві (1995—1997);
- вітражі
  - «Асклепій, Гієна, Панацея» в Національному музеї медицини України в Києві (1982)[5];
  - в Інституті кібернетики імені Віктора Глушкова (1990);
  - «Тіло і душа» у Палаці культури імені Лесі Українки (1985, Новоград-Волинський)[5].

Брав участь у всесоюзних, республіканських та закордонних виставках з 1976 року. Персональні виставки відбулися у Києві у 1998, 1999 та 2008, 2009 (посмертні) роках.
Роботи зберігаються у Донецькому художньому музеї, у фондах Міністерства культури та інформаційної політики України та Національної спілки художників України, у приватних збірках України, Росії, Бельгії, Канади, Франції.